# Mamirolle (Mamirolle)
Mamirolle ist eine ehemalige französische Gemeinde mit 1.811 Einwohnern (Stand: 1. Januar 2022) im Département Doubs in der Region Bourgogne-Franche-Comté. Sie gehörte zum Arrondissement Besançon. Die Bewohner werden Mamirollais und Mamirollaises genannt.
Der Erlass des Präfekten vom 18. September 2024 legte mit Wirkung zum 1. Januar 2025 die Eingliederung von Mamirolle ohne Status einer Commune déléguée zusammen mit der früheren Gemeinde Le Gratteris zur gleichnamigen Commune nouvelle Mamirolle fest.

## Geografie

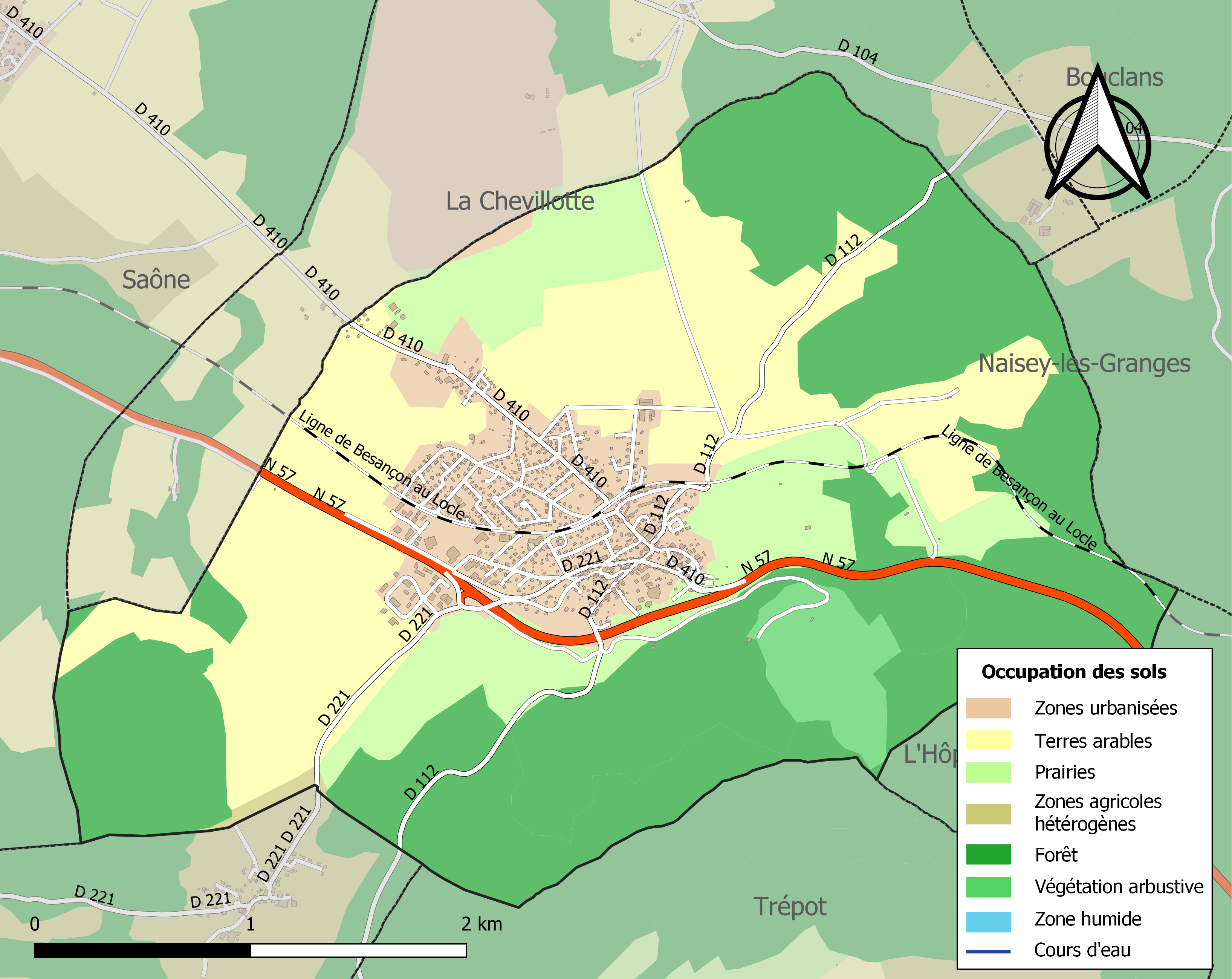
Bodennutzung und Infrastruktur vom Ort Mamirolle (2018)

Mamirolle liegt etwa elf Kilometer ostsüdöstlich der Stadt Besançon (Luftlinie) in der historischen Provinz Franche-Comté. Der Ort erstreckt sich im westlichen Jura-Gebirge auf dem sogenannten ersten Plateau am südlichen Rand des Beckens der Saône am Fuß des Mont Bon.
Die Fläche des Gemeindegebiets umfasst einen Abschnitt des westlichen französischen Juras. Der nördliche Teil wird vom breiten ersten Juraplateau eingenommen, das durchschnittlich auf 440 m liegt. Es bildet ein weites Becken ohne oberirdischen Abfluss, weil das Niederschlagswasser im verkarsteten Untergrund versickert. Im Bereich von Mamirolle ist das Plateau überwiegend von Wald, teils auch von Acker- und Wiesland bestanden. Das Zentrum befindet sich auf etwa 490 m. Nach Süden erstreckt sich das Ortsareal über den Hang von Mamirolle bis auf den bewaldeten Höhenrücken des Mont Bon, auf dem mit 666 m die höchste Erhebung des Orts erreicht wird. Der niedrigste Punkt wird im Nordwesten mit einer Höhe von 425 m gemessen. Die östliche Abgrenzung liegt in der Combe de Lavaudans.
Rund 43 % der Fläche vom Ort Mamirolle sind bewaldet, rund 42 % werden landwirtschaftlich, hauptsächlich als Kulturboden genutzt, rund 12 % entfallen auf bebaute Flächen, rund 3 % auf Gebiete mit Strauch- und/oder Kräutervegetation.
Umgeben wird Mamirolle von den Nachbargemeinden La Chevillotte im Norden, Naisey-les-Granges im Osten und L’Hôpital-du-Grosbois, Trépot im Süden, dem Ortsteil Le Gratteris im Süden sowie der Nachbargemeinde Saône im Westen.

## Geschichte
Der Ort Mamirolle war schon sehr früh besiedelt. Aus der Hallstattzeit stammt ein Tumulus, und es wurden Spuren eines vermutlich gallorömischen Siedlungsplatzes entdeckt.
Erstmals urkundlich erwähnt wird Mamirolle im Jahr 1120 als Kirchort mit dem Namen Mamirolis. Im Lauf der Zeit wandelte sich die Schreibweise über Mimiroles (1150), Memiroules (1267) und Memiruelles (1350) zum heutigen Mamirolle, das 1547 erstmals belegt ist. Seit dem Mittelalter gehörte Mamirolle zur Herrschaft Montfaucon. Zusammen mit der Franche-Comté gelangte das Dorf mit dem Frieden von Nimwegen 1678 an Frankreich. Mamirolle wurde mehrfach durch Großbrände verwüstet, so in den Jahren 1709, 1825 und 1893.

## Bevölkerungsentwicklung
| Jahr                       | 1962 | 1968 | 1975 | 1982 | 1990 | 1999 | 2006 | 2013 | 2020 |
| Einwohner                  | 568  | 607  | 746  | 999  | 1254 | 1451 | 1637 | 1749 | 1806 |
| Quellen: Cassini und INSEE |      |      |      |      |      |      |      |      |      |

Nachdem die Einwohnerzahl in der ersten Hälfte des 20. Jahrhunderts stets im Bereich zwischen 400 und 500 Personen gelegen hatte, wurde seit Beginn der 1960er Jahre ein markantes Bevölkerungswachstum verzeichnet. Seither hat sich die Einwohnerzahl ungefähr verdreifacht. Außerhalb des alten Ortskerns wurden zahlreiche neue Einfamilienhäuser gebaut.

## Sehenswürdigkeiten
Die Kirche Saint-Pierre, die auf eine mittelalterliche Kapelle zurückgeht, wurde 1775 neu erbaut und 1985 letztmals umfassend restauriert. Im Ortskern sind verschiedene Bauernhäuser im charakteristischen Stil der Franche-Comté aus dem 17. bis 19. Jahrhundert erhalten.

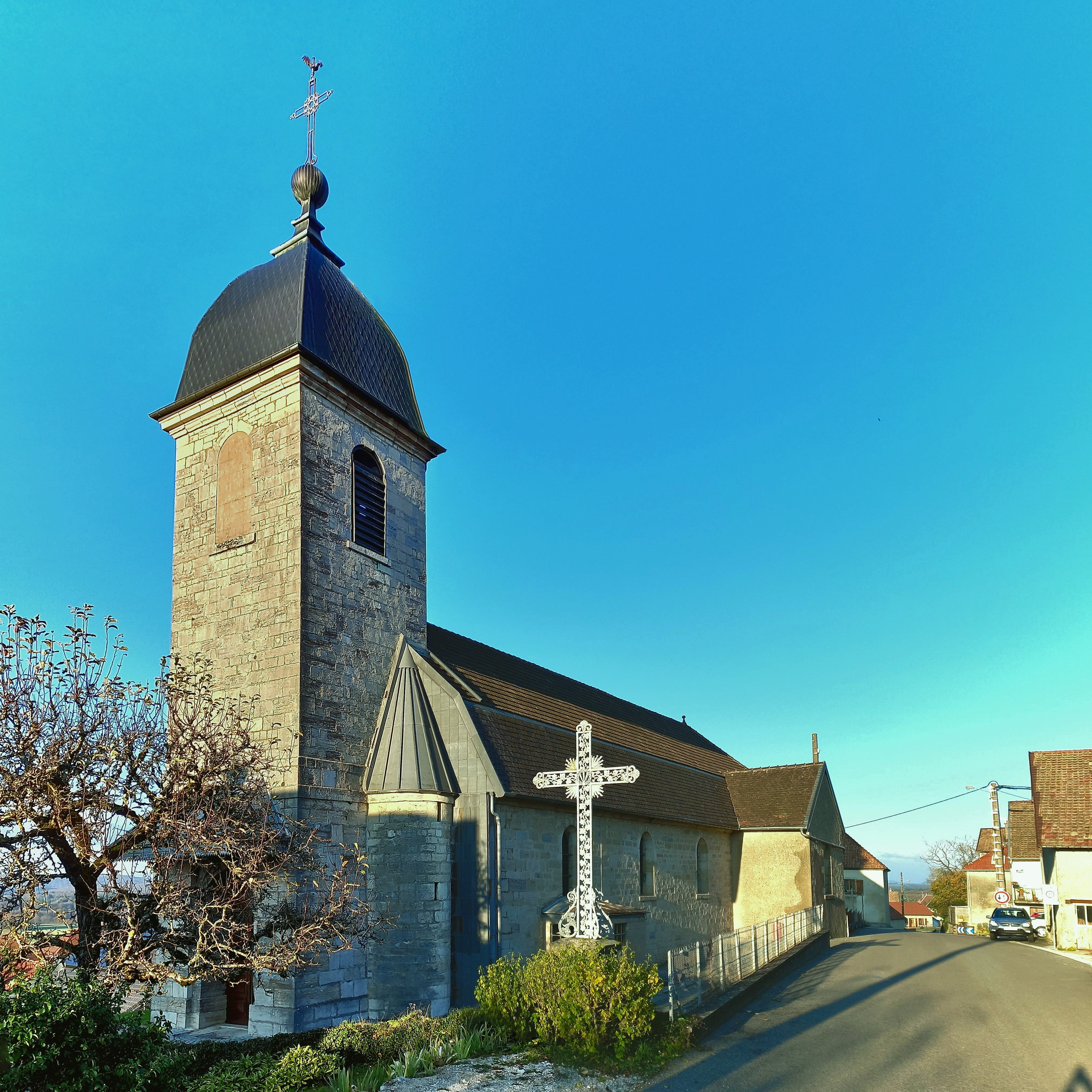
Kirche Saint-Pierre
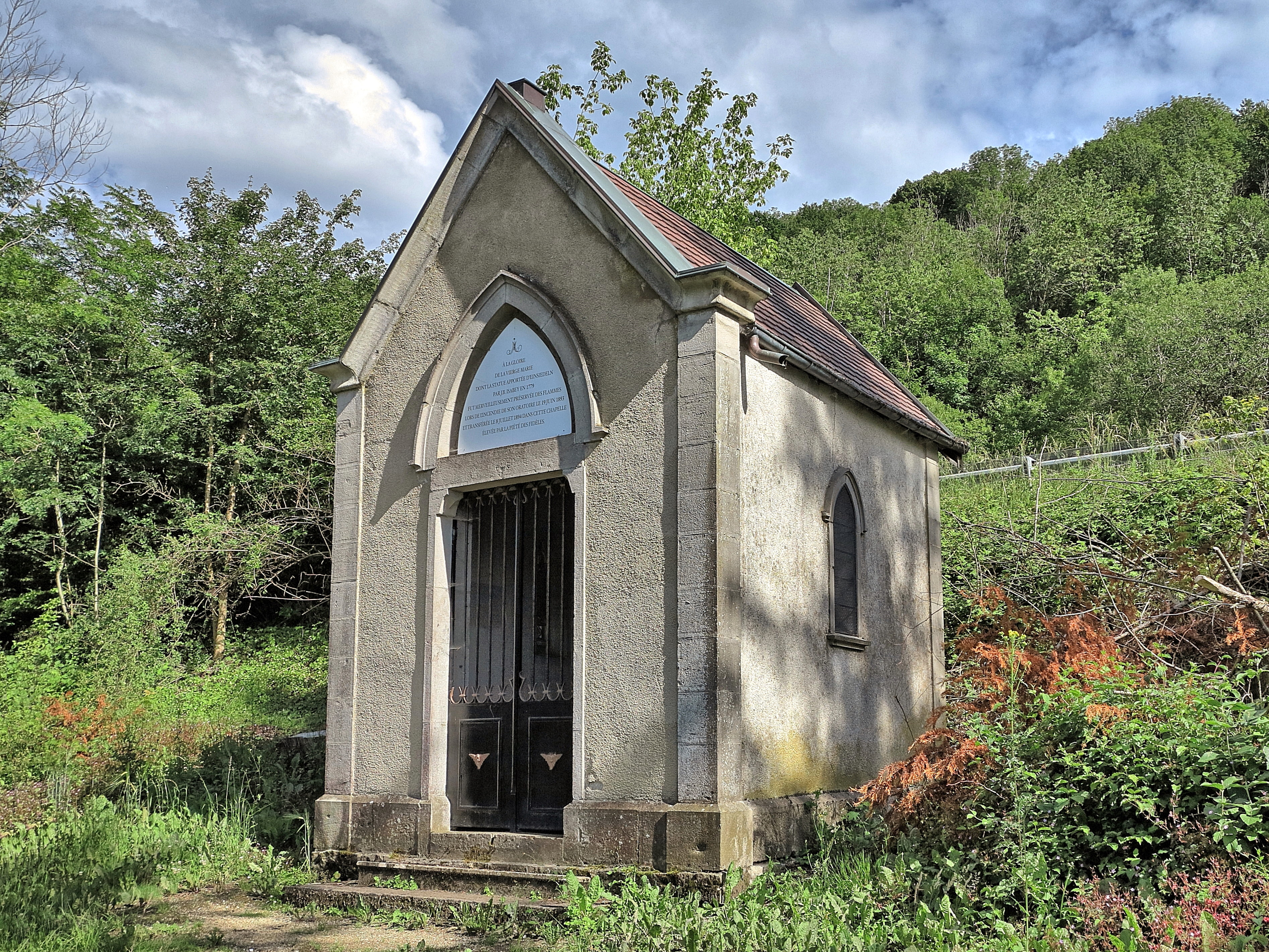
Kapelle der schwarzen Madonna

## Persönlichkeiten
- François-Xavier Donzelot (1764–1843), französischer Politiker und General, geboren in Mamirolle